# Apanteles linus
Apanteles linus är en stekelart som beskrevs av Nixon 1965. Apanteles linus ingår i släktet Apanteles och familjen bracksteklar. Inga underarter finns listade i Catalogue of Life.